# Länsväg Z 615
Länsväg Z 615 är en länsväg i Jämtlands län i Sverige. Den går mellan Krokom och Rödöns kyrka
Länsväg 615 ansluter till:
- Europaväg 14
- Länsväg Z 614
- Länsväg 340